# Sieglinde Hofmann
Sieglinde Hofmann (Bad Königshofen, Baixa Franconia, Alemanya, 14 de març de 1945) és una activista política alemanya, exmilitant del Col·lectiu de Pacients Socialistes (SPK) i de la Fracció de l'Exèrcit Roig (RAF).

## Militància a la RAF
De ben petita va assistir a una escola per a nenes de religió catòlica i, després, va estudiar per a ser infermera i treballadora social. L'any 1976 es va unir a la Fracció de l'Exèrcit Roig, com a part de la segona generació, després d'haver estat membre de l'SPK de Heidelberg. Va ser sospitosa de l'assassinat del banquer Jürgen Ponto, fins que es va demostrar que Susanne Albrecht, Brigitte Mohnhaupt i Christian Klar van prendre part aquesta acció letal. Nogensmenys, va formar part de l'escamot responsable del segrest de l'empresari i exoficial nazi Hanns Martin Schleyer. Ella va ser qui va caminar a la vora del carrer, i en acostar-se el comboi de Schleyer, va empènyer un cotxet de nadó, d'on va treure un fusell i al costat d'altres militants va metrallar l'automòbil de l'industrial i el dels escortes, assassinant el xofer i els dos policies.
L'11 de maig de 1978 va ser arrestada a Iugoslàvia, juntament amb Peter-Jürgen Boock, Rolf Clemens Wagner i Brigitte Mohnhaupt, enfrontant-se amb el risc d'extradició a l'Alemanya Occidental. No obstant això, van ser alliberats perquè l'Alemanya Occidental va decidir no extradir-los per tal de no acceptar un intercanvi amb Iugoslàvia de vuit exiliats polítics de Croàcia que residien en territori alemany. Formalment, el 17 de novembre se'ls va autoritzar perquè volessin a un país de la seva elecció. Dos anys després, el 1980, va ser arrestada novament a París al costat d'Ingrid Barabass, a conseqüència de l'entrada a diversos refugis de la RAF.

## Empresonament
Inicialment només va ser acusada de participar en l'assassinat de Ponto i va ser condemnada a quinze anys de presó. Entre el 27 de juliol i el 3 d'agost de 1994 va realitzar una vaga de fam, juntament amb els altres presos de la RAF Irmgard Möller, Manuela Happe, Eva Haule, Rolf Heissler, Hanna Krabbe, Christine Kuby, Helmut Pohl, Heidi Schulz, Birgit Hogefeld, Brigitte Mohnhaupt, Christian Klar i Rolf Clemens Wagner, amb la demanda d'alliberament immediat d'Irmgard Moller, que portava 22 anys empresonada.
L'agost de 1995, tres dies abans de complir-se la sentència de Hofmann, va ser enjudiciada de nou per altres delictes. El segon judici va ser només possible després d'una clarificació judicial a França. El 26 de setembre de 1995, el Tribunal Regional Superior de Stuttgart la va condemnar a presó perpètua després de declarar-la culpable de cinc casos d'homicidi i tres en grau de temptativa. D'entre els seus crims es van incloure ofenses contra Ponto, l'atemptat fallit contra el comandant suprem de l'OTAN Alexander Meigs Haig i el segrest i assassinat de Hanns Martin Schleyer, tots ells sobre la base de testimonis de la República Democràtica Alemanya (RDA). No obstant això, el 5 de maig de 1999 va ser alliberada de presó.
A la pel·lícula RAF: Facció de l'Exèrcit Roig és interpretada per l'actriu alemanya Sandra Borgmann, però apareix amb el pseudònim de «Ruth», sense esmentar mai el seu nom.